# Fed Cup de 2011
A Fed Cup de 2011 foi a 49ª edição do mais importante torneio entre países do tênis feminino.

## Grupo Mundial
Oito equipes disputaram o título em três rodadas eliminatórias.
|  |                                         |                                  |                                     |                                 |   |                             |                                 |                             |  |  |                         |                         |                         |
|  | Primeira fase 5 e 6 de fevereiro        | Primeira fase 5 e 6 de fevereiro | Primeira fase 5 e 6 de fevereiro    |                                 |   | Semifinais 16 e 17 de abril | Semifinais 16 e 17 de abril     | Semifinais 16 e 17 de abril |  |  | Final 5 e 6 de novembro | Final 5 e 6 de novembro | Final 5 e 6 de novembro |
|  | Primeira fase 5 e 6 de fevereiro        | Primeira fase 5 e 6 de fevereiro | Primeira fase 5 e 6 de fevereiro    |                                 |   | Semifinais 16 e 17 de abril | Semifinais 16 e 17 de abril     | Semifinais 16 e 17 de abril |  |  | Final 5 e 6 de novembro | Final 5 e 6 de novembro | Final 5 e 6 de novembro |
|  | Hobart, Austrália – duro                |                                  |                                     |                                 |   |                             |                                 |                             |  |  |                         |                         |                         |
|  |                                         |                                  |                                     |                                 |   |                             |                                 |                             |  |  |                         |                         |                         |
|  | 1                                       | Itália                           | 4                                   |                                 |   |                             |                                 |                             |  |  |                         |                         |                         |
|  | 1                                       | Itália                           | 4                                   | Moscou, Rússia – duro (coberto) |   |                             |                                 |                             |  |  |                         |                         |                         |
|  |                                         | Austrália                        | 1                                   |                                 |   |                             |                                 |                             |  |  |                         |                         |                         |
|  |                                         | Austrália                        | 1                                   |                                 | 1 | Itália                      | 0                               |                             |  |  |                         |                         |                         |
|  | Moscou, Rússia – duro (coberto)         |                                  |                                     |                                 | 1 | Itália                      | 0                               |                             |  |  |                         |                         |                         |
|  |                                         |                                  | 3                                   | Rússia                          | 5 |                             |                                 |                             |  |  |                         |                         |                         |
|  |                                         | França                           | 3                                   | Rússia                          | 5 | 2                           |                                 |                             |  |  |                         |                         |                         |
|  |                                         | França                           |                                     |                                 |   | 2                           | Moscou, Rússia – duro (coberto) |                             |  |  |                         |                         |                         |
|  | 3                                       | Rússia                           | 3                                   |                                 |   |                             |                                 |                             |  |  |                         |                         |                         |
|  | 3                                       | Rússia                           | 3                                   |                                 |   | 3                           | Rússia                          | 2                           |  |  |                         |                         |                         |
|  | Bratislava, Eslováquia – duro (coberto) |                                  |                                     |                                 |   | 3                           | Rússia                          | 2                           |  |  |                         |                         |                         |
|  |                                         |                                  | 4                                   | República Checa                 | 3 |                             |                                 |                             |  |  |                         |                         |                         |
|  | 4                                       | República Checa                  | 4                                   | República Checa                 | 3 | 3                           |                                 |                             |  |  |                         |                         |                         |
|  | 4                                       | República Checa                  | Charleroi, Bélgica – duro (coberto) |                                 |   | 3                           |                                 |                             |  |  |                         |                         |                         |
|  |                                         | Eslováquia                       | 2                                   |                                 |   |                             |                                 |                             |  |  |                         |                         |                         |
|  |                                         | Eslováquia                       | 2                                   |                                 | 4 | República Checa             | 3                               |                             |  |  |                         |                         |                         |
|  | Antuérpia, Bélgica – duro (coberto)     |                                  |                                     |                                 | 4 | República Checa             | 3                               |                             |  |  |                         |                         |                         |
|  |                                         |                                  |                                     | Bélgica                         | 2 |                             |                                 |                             |  |  |                         |                         |                         |
|  |                                         | Bélgica                          | 4                                   | Bélgica                         | 2 |                             |                                 |                             |  |  |                         |                         |                         |
|  |                                         | Bélgica                          | 4                                   |                                 |   |                             |                                 |                             |  |  |                         |                         |                         |
|  | 2                                       | Estados Unidos                   | 1                                   |                                 |   |                             |                                 |                             |  |  |                         |                         |                         |
|  | 2                                       | Estados Unidos                   | 1                                   |                                 |   |                             |                                 |                             |  |  |                         |                         |                         |

## Grupo Mundial II
Segunda divisão da Fed Cup. As equipes vencedoras vão para a Repescagem do Grupo Mundial, enquanto que as perdedoras, para a Repescagem do Grupo Mundial II.
Datas: 5 e 6 de fevereiro.
| Cidade      | Piso             | Equipe mandante | Equipe visitante | Resultado |
| ----------- | ---------------- | --------------- | ---------------- | --------- |
| Tallinn     | duro (coberto)   | Estónia         | Espanha (1)      | 1–4       |
| Maribor     | saibro (coberto) | Eslovénia       | Alemanha (4)     | 1–4       |
| Novi Sad    | duro (coberto)   | Sérvia (3)      | Canadá           | 3–2       |
| Helsingborg | duro (coberto)   | Suécia          | Ucrânia (2)      | 2–3       |

## Repescagem do Grupo Mundial
As equipes perdedoras da primeira rodada do Grupo Mundial enfrentam as vencedoras do Grupo Mundial II por um lugar na primeira divisão do ano seguinte.
Datas: 16 e 17 de abril.
| Cidade     | Piso             | Equipe mandante | Equipe visitante   | Resultado |
| ---------- | ---------------- | --------------- | ------------------ | --------- |
| Stuttgart  | saibro (coberto) | Alemanha        | Estados Unidos (1) | 5–0       |
| Lleida     | saibro           | Espanha (2)     | França             | 4–1       |
| Bratislava | saibro (coberto) | Eslováquia (3)  | Sérvia             | 2–3       |
| Melbourne  | saibro           | Austrália (4)   | Ucrânia            | 2–3       |

- Alemanha,  Espanha,  Sérvia e  Ucrânia foram promovidas e disputarão o Grupo Mundial em 2012.
- Austrália,  Eslováquia,  Estados Unidos e  França foram rebaixadas e disputarão o Grupo Mundial II em 2012.

## Repescagem do Grupo Mundial II
As equipes perdedoras do Grupo Mundial II enfrentam as vencedoras dos zonais do Grupo I - duas da Europa/África, uma da Ásia/Oceania e uma das Américas.
Datas: 16 e 17 de abril.
| Cidade | Piso           | Equipe mandante | Equipe visitante | Resultado |
| ------ | -------------- | --------------- | ---------------- | --------- |
| Minsk  | duro (coberto) | Bielorrússia    | Estónia (1)      | 5–0       |
| Kobe   | duro (coberto) | Japão           | Argentina (2)    | 4–0       |
| Koper  | saibro         | Eslovénia       | Canadá (3)       | 3–2       |
| Lugano | saibro         | Suíça (4)       | Suécia           | 4–1       |

- Eslovénia permanecerá no Grupo Mundial II em 2012.
- Bielorrússia,  Japão e  Suíça foram promovidas e disputarão o Grupo Mundial II em 2012.
- Argentina permanecerá no respectivo zonal em 2012.
- Canadá,  Estónia e  Suécia foram rebaixadas e disputarão os respectivos zonais em 2012.

## Zonal das Américas
Os jogos de cada grupo acontecem ao longo de uma semana em sede única, previamente definida.

### Grupo I
a) Round robin: todas contra todas em seus grupos (2);
b) Eliminatórias: primeira colocada contra primeira (a vencedora joga a Repescagem do Grupo Mundial II), segunda contra segunda (decisão do 3º e 4º lugar); última de um grupo contra penúltima de outro, e vice-versa (as perdedoras são rebaixadas para o grupo II do zonal).
Datas: 2 a 5 de fevereiro.
Repescagem de promoção
| Cidade       | Piso   | Equipe 1  | Equipe 2 | Resultado |
| ------------ | ------ | --------- | -------- | --------- |
| Buenos Aires | saibro | Argentina | Colômbia | 3–0       |

- Argentina disputará a Repescagem do Grupo Mundial II.
- Chile e  México foram rebaixadas e disputarão o Grupo II em 2012.

### Grupo II
a) Round robin: todas contra todas em seus grupos (2);
b) Eliminatórias: primeira de um grupo contra segunda de outro, e vice-versa (as vencedoras são promovidas para o grupo I do zonal); terceira contra terceira (decisão do 5º e 6º lugar), quarta contra quarta (decisão do 7º e 8º lugar) e quinta contra quinta (decisão do 9º e 10º lugar).
Datas: 16 a 21 de maio.
Repescagem de promoção
| Cidade        | Piso | Equipe 1  | Equipe 2  | Resultado |
| ------------- | ---- | --------- | --------- | --------- |
| Santo Domingo | duro | Guatemala | Bahamas   | 0–2       |
| Santo Domingo | duro | Uruguai   | Venezuela | 0–2       |

- Bahamas e  Venezuela foram promovidas e disputarão o Grupo I em 2012.

## Zonal da Ásia e Oceania
Os jogos de cada grupo acontecem ao longo de uma semana em sede única, previamente definida.

### Grupo I
a) Round robin: todas contra todas em seus grupos (2);
b) Eliminatórias: primeira colocada contra primeira (a vencedora joga a Repescagem do Grupo Mundial II), segunda contra segunda (decisão do 3º e 4º lugar), terceira contra terceira (decisão do 5º e 6º lugar) e última contra última (a perdedora é rebaixada para o grupo II do zonal).
Datas: 2 a 4 de fevereiro.
Repescagem de promoção
| Cidade     | Piso | Equipe 1 | Equipe 2    | Resultado |
| ---------- | ---- | -------- | ----------- | --------- |
| Nonthaburi | duro | Japão    | Uzbequistão | 3–0       |

- Japão disputará a Repescagem do Grupo Mundial II.
- Índia foi rebaixada e disputará o Grupo II em 2012.

### Grupo II
a) Round robin: todas contra todas em seus grupos (2);
b) Eliminatórias: primeira colocada contra primeira (a vencedora é promovida para o grupo I do zonal), segunda contra segunda (decisão do 3º e 4º lugar), terceira contra terceira (decisão do 5º e 6º lugar) e quarta contra quarta (decisão do 7º e 8º lugar).
Datas: 2 a 5 de fevereiro.
Repescagem de promoção
| Cidade     | Piso | Equipe 1  | Equipe 2  | Resultado |
| ---------- | ---- | --------- | --------- | --------- |
| Nonthaburi | duro | Indonésia | Hong Kong | 2–1       |

- Indonésia foi promovida e disputará o Grupo I em 2012.

## Zonal da Europa e África
Os jogos de cada grupo acontecem ao longo de uma semana em sede única, previamente definida.

### Grupo I
a) Round robin: todas contra todas em seus grupos (4);
b) Eliminatórias: em dois jogos cada segmento, primeiras colocadas contra primeiras (as vencedoras jogam a Repescagem do Grupo Mundial II), segundas contra segundas (decisão do 5º ao 8º lugar), terceira contra terceira (decisão do 9º ao 12º lugar - por ter um grupo com uma equipe a menos, uma das terceiras não joga repescagem) e últimas contra últimas (as perdedoras são rebaixadas para o grupo II do zonal).
Datas: 2 a 5 de fevereiro.
Repescagem de promoção
| Cidade | Piso | Equipe 1 | Equipe 2      | Resultado |
| ------ | ---- | -------- | ------------- | --------- |
| Eilat  | duro | Suíça    | Países Baixos | 2–1       |
| Eilat  | duro | Polónia  | Bielorrússia  | 0–2       |

- Bielorrússia e  Suíça disputarão a Repescagem do Grupo Mundial II.
- Dinamarca e  Letónia foram rebaixadas e disputarão o Grupo II em 2012.

### Grupo II
a) Round robin: todas contra todas em seus grupos (2);
b) Eliminatórias: primeira de um grupo contra segunda de outro, e vice-versa (as vencedoras são promovidas para o grupo I do zonal); e penúltima contra penúltima (a perdedora é rebaixada para o grupo III do zonal junto com a última do grupo com uma equipe a mais, que não joga repescagem).
Datas: 4 a 7 de maio.
Repescagem de promoção
| Cidade | Piso   | Equipe 1  | Equipe 2             | Resultado |
| ------ | ------ | --------- | -------------------- | --------- |
| Cairo  | saibro | Portugal  | Geórgia              | 2–0       |
| Cairo  | saibro | Finlândia | Bósnia e Herzegovina | 1–2       |

- Bósnia e Herzegovina e  Portugal foram promovidas e disputarão o Grupo I em 2012.
- Arménia e  Marrocos foram rebaixadas e disputarão o Grupo III em 2012.

### Grupo III
a) Round robin: todas contra todas em seus grupos (2);
b) Eliminatórias: primeira de um grupo contra segunda de outro, e vice-versa (as vencedoras são promovidas para o grupo II do zonal); terceira contra terceira e quarta contra quarta (decisão do 5º ao 8º lugar).
Datas: 2 a 7 de maio.
Repescagem de promoção
| Cidade | Piso   | Equipe 1      | Equipe 2 | Resultado |
| ------ | ------ | ------------- | -------- | --------- |
| Cairo  | saibro | África do Sul | Egito    | 3–0       |
| Cairo  | saibro | Montenegro    | Tunísia  | 2–0       |

- África do Sul e  Montenegro foram promovidas e disputarão o Grupo II em 2012.